# Microhylidae
Famille
Les Microhylidae sont une famille d'amphibiens. Elle a été créée par Albert Günther en 1858.

## Répartition

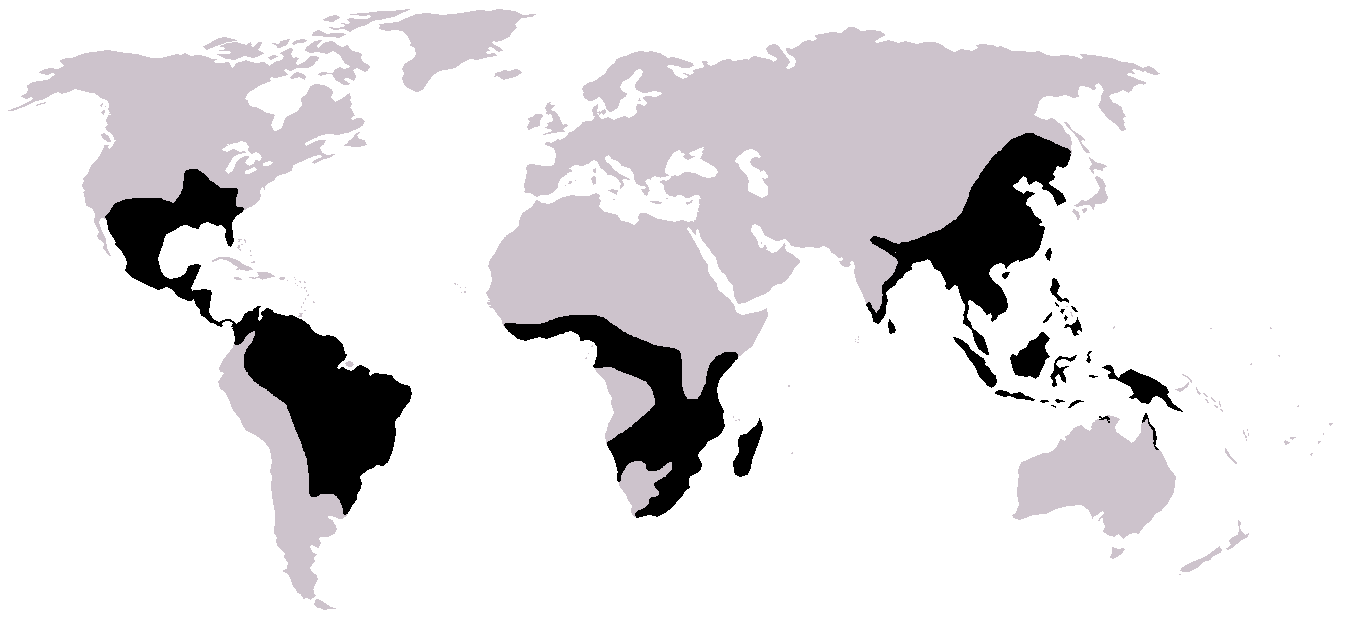
Aire de répartition des Microhylidae.

Les membres de cette famille se rencontrent en Amérique du Nord, en Amérique du Sud, en Afrique subsaharienne, en Asie du Sud, en Asie de l'Est, en Asie du Sud-Est et en Mélanésie.

## Étymologie
Le nom de cette famille, du grec mikros, « petit », et du latin hyla, « rainette », leur a été donné en raison de leur petite taille et leurs mœurs plutôt arboricoles.

## Description
Les membres de la famille des Microhylidae sont généralement de petites tailles (moins de 15 mm) bien que certaines espèces puissent mesurer jusqu'à 90 mm. Ce sont des amphibiens terrestres ou arboricoles, s'abritant souvent au sol sous les feuilles mortes et chassant de nuit. On différencie deux types de morphologie, d'une part les espèces présentant un corps rebondi et une bouche petite, d'autre part les espèces reprenant les proportions habituelles des grenouilles. Les premières s'alimentent essentiellement de termites et fourmis, les autres ayant une alimentation plus variée identique à celle des autres grenouilles.
Les membres du genre Breviceps sont des amphibiens fouisseurs des régions arides d'Afrique et certaines espèces pondent même leurs œufs dans le sol. 
Certains Microhylidae de Nouvelle-Guinée et d'Australie présentent la particularité de se passer de l'état larvaire (têtard), l'œuf éclosant en une petite grenouille. De fait les espèces arboricoles peuvent dès lors pondre leurs œufs dans les arbres et ne jamais redescendre au sol.

## Liste des genres et sous-familles
Selon Amphibian Species of the World (15 septembre 2015) :
- sous-famille Adelastinae Peloso, Frost, Richards, Rodrigues, Donnellan, Matsui, Raxworthy, Biju, Lemmon, Lemmon, & Wheeler, 2015
  - genre Adelastes Zweifel, 1986
- sous-famille Asterophryinae Günther, 1858
  - genre Aphantophryne Fry, 1917
  - genre Asterophrys Tschudi, 1838
  - genre Austrochaperina Fry, 1912
  - genre Barygenys Parker, 1936
  - genre Callulops Boulenger, 1888
  - genre Choerophryne Van Kampen, 1914
  - genre Cophixalus Boettger, 1892
  - genre Copiula Méhely, 1901
  - genre Gastrophrynoides Noble, 1926
  - genre Genyophryne Boulenger, 1890
  - genre Hylophorbus Macleay, 1878
  - genre Liophryne Boulenger, 1897
  - genre Mantophryne Boulenger, 1897
  - genre Metamagnusia Günther, 2009
  - genre Oninia Günther, Stelbrink & von Rintelen, 2010
  - genre Oreophryne Boettger, 1895
  - genre Oxydactyla Van Kampen, 1913
  - genre Paedophryne Kraus, 2010
  - genre Pseudocallulops Günther, 2009
  - genre Sphenophryne Peters & Doria, 1878
  - genre Xenorhina Peters, 1863
- sous-famille Chaperininae Peloso, Frost, Richards, Rodrigues, Donnellan, Matsui, Raxworthy, Biju, Lemmon, Lemmon, & Wheeler, 2015
  - genre Chaperina Mocquard, 1892
- sous-famille Cophylinae Cope, 1889
  - genre Anodonthyla Müller, 1892
  - genre Cophyla Boettger, 1880
  - genre Madecassophryne Guibé, 1974
  - genre Mini Scherz et al., 2019
  - genre Plethodontohyla Boulenger, 1882
  - genre Rhombophryne Boettger, 1880
- sous-famille Dyscophinae Boulenger, 1882
  - genre Dyscophus Grandidier, 1872
- sous-famille Gastrophryninae Fitzinger, 1843
  - genre Arcovomer Carvalho, 1954
  - genre Chiasmocleis Méhely, 1904
  - genre Ctenophryne Mocquard, 1904
  - genre Dasypops Miranda-Ribeiro, 1924
  - genre Dermatonotus Méhely, 1904
  - genre Elachistocleis Parker, 1927
  - genre Gastrophryne Fitzinger, 1843
  - genre Hamptophryne Carvalho, 1954
  - genre Hypopachus Keferstein, 1867
  - genre Myersiella Carvalho, 1954
  - genre Stereocyclops Cope, 1870
- sous-famille Hoplophryninae Noble, 1931
  - genre Hoplophryne Barbour & Loveridge, 1928
  - genre Parhoplophryne Barbour & Loveridge, 1928
- sous-famille Kalophryninae Mivart, 1869
  - genre Kalophrynus Tschudi, 1838
- sous-famille Melanobatrachinae Noble, 1931
  - genre Melanobatrachus Beddome, 1878
- sous-famille Microhylinae Günther, 1858
  - genre Glyphoglossus Gunther, 1869 "1868"
  - genre Kaloula Gray, 1831
  - genre Metaphrynella Parker, 1934
  - genre Microhyla Tschudi, 1838
  - genre Micryletta Dubois, 1987
  - genre Phrynella Boulenger, 1887
  - genre Uperodon Duméril & Bibron, 1841
- sous-famille Otophryninae Wassersug & Pyburn, 1987
  - genre Otophryne Boulenger, 1900
  - genre Synapturanus Carvalho, 1954
- sous-famille Phrynomerinae Noble, 1931
  - genre Phrynomantis Peters, 1867
- sous-famille Scaphiophryninae Laurent, 1946
  - genre Paradoxophyla Blommers-Schlösser & Blanc, 1991
  - genre Scaphiophryne Boulenger, 1882

## Publication originale
- Günther, 1858 : On the Systematic Arrangement of the Tailless Batrachians and the Structure of Rhinophrynus dorsalis. Proceedings of the Zoological Society of London, vol. 26, p. 339-352 (texte intégral).